# Hans Georg von Carlowitz

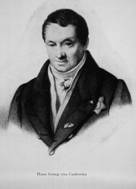
Hans Georg von Carlowitz

Hans Georg von Carlowitz (* 11. Dezember 1772 in Großhartmannsdorf; † 18. März 1840 in Dresden) war ein sächsischer Minister und Bundestagsgesandter, der zu den einflussreichsten Staatsmänner Sachsens in der ersten Hälfte des 19. Jahrhunderts zählt.

## Leben

### Herkunft
Seine Eltern waren Hans Karl August von Carlowitz (1727–1793) und dessen erste Ehefrau Johanne Agnes Frederike, geborene von der Schulenburg (1753–1785). Sein Vater war Kreiskommissar und Direktor der Erzgebirgischen Ritterschaft, Majoratsherr auf Großhartmannsdorf, Liebstadt mit Wingendorf, Herbergen, Göppersdorf, Döbra und Berthelsdorf, auf Oberschöna und Oberreichenbach sowie seit 1784 Kirchbach und Steina. Der General Carl Adolf von Carlowitz (1771–1837) war sein Bruder.

### Kindheit und Ausbildung
Nach dem Tod seiner Mutter 1785 kam von Carlowitz zu seinen Großeltern in Leipnitz. Bei ihnen wurde ihm – ungewöhnlich für jemanden seines Standes – eine schlechte Schulbildung zuteil, die dafür verantwortlich war, dass er 1787 mangels ausreichender Lateinkenntnisse nicht zum Studium zugelassen wurde. Nach einem Jahr des Fleißes und mithilfe privatem Unterrichts gelang es ihm 1788 in Leipzig ein Studium der Rechte, Staatswissenschaften und der schönen Literatur zu beginnen. 1793 legte er sein Examen ab und ging danach zur Sächsischen Armee und nahm in Abneigung zur Französischen Revolution an der Belagerung Mainz' teil, bevor er im Juni desselben Jahres durch den Tod seines Vaters zur Rückkehr gezwungen wurde. Schon seit seiner Leipziger Zeit verband ihn eine Freundschaft mit Novalis. Auch durch die, die Melancholie und Todessehnsucht, die typische Motive der Romantik sind, verstärkende Freundschaft, verließ von Carlowitz 1798 die Beziehung mit Caroline Christiane Eleonore von Schönberg. In dieser Zeit wurde er zum Supernumerar-Amtshauptmann des Erzgebirgischen Kreises berufen. 1795 zog er in dieser Funktion auf sein Gut Oberschöna.

### Sächsische Staatsämter

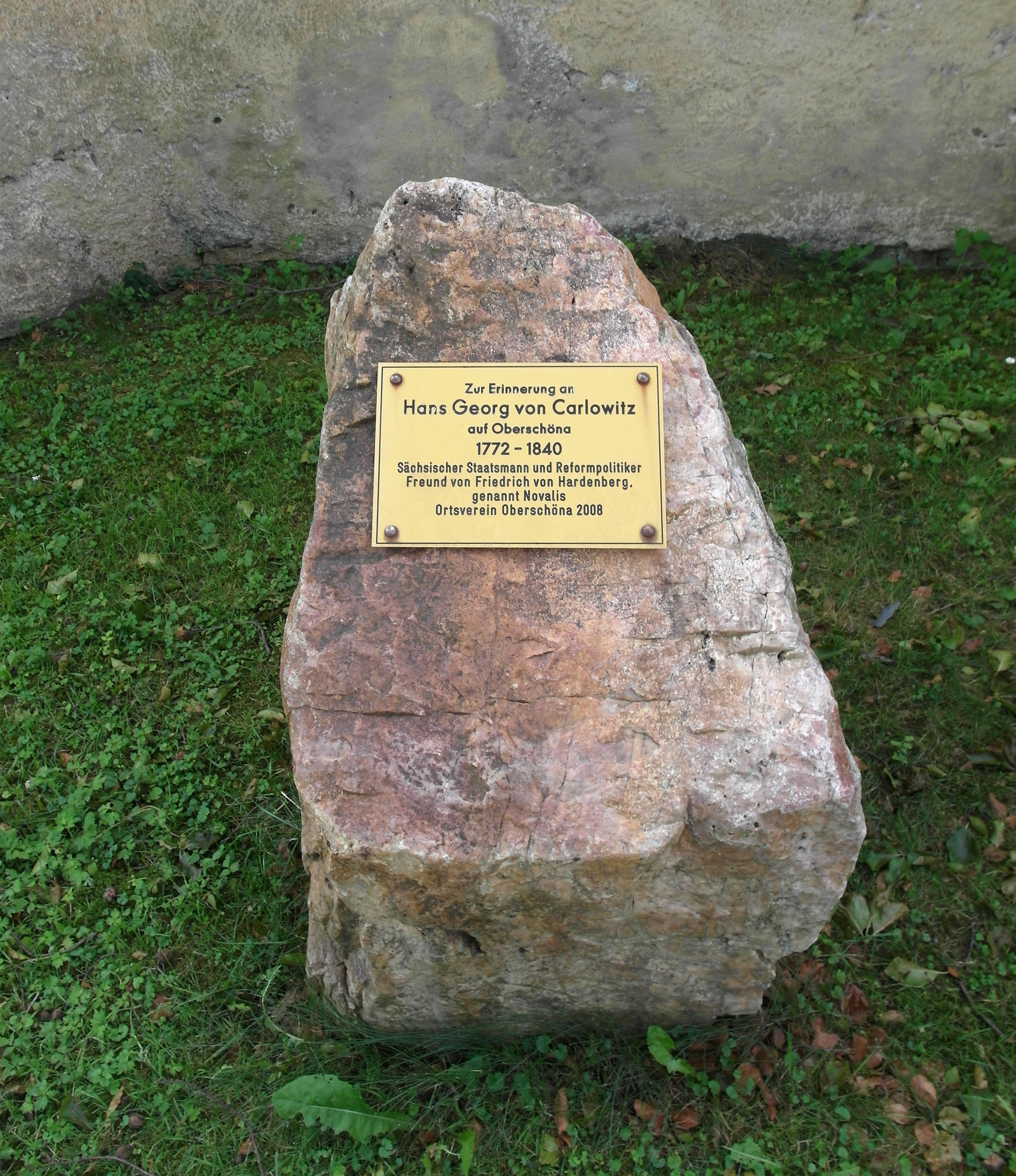
Gedenkstein an der Kirche in Oberschöna

Von Carlowitz wurde 1794 Obergerichtsassessor in Leipzig. Seit 1799 nahm er an Landtagen teil. 1801 heiratete er Jeanette von Schönberg. Am 20. Juni 1805 trat er in das Geheime Finanzkollegium zu Dresden ein. Besonders beachtet wurden seine Vorschläge zu einer sächsischen Grundsteuerreform, die aber, genau wie weitere seiner Vorschläge, im Zuge der napoleonischen Kriege verworfen wurden. Nach der Völkerschlacht bei Leipzig bekleidete Hans Georg von Carlowitz unter dem Generalgouvernement unter Leitung von Fürst Nikolai Grigorjewitsch Repnin-Wolkonski weiter wichtige Staatsämter.
Als gemäßigter Konservativer und lutherischer Protestant befürwortete er später eine konstitutionelle Staatsordnung. Am 18. März 1821 wurde er Bundesgesandter in Frankfurt am Main. In seiner Frankfurter Wirkungszeit profilierte er das Königreich geschickt als besonders bundestreue Macht und setzte, mehr als in Dresden gewünscht, auf mittelstaatliche Triaspolitik. Sein großer Einfluss auf die Bundespolitik der Zeit begründete sich insbesondere auf der Möglichkeit bei Abwesenheit der österreichischen Vertreter die Präsidialgeschäfte zu führen. Von Frankfurt aus knüpfte von Carlowitz zudem Kontakte mit vielen bedeutenden Persönlichkeiten der Zeit, wie zum Beispiel Karl Freiherr vom und zum Stein.
Ab 1826 wurde seine Rückkehr nach Dresden vorbereitet, die 1827 vollzogen wurde. Sein Nachfolger als Bundesgesandter wurde Bernhard August von Lindenau. Seit dem 29. August 1827 gehörte er dem Geheimen Rat an. Von dort aus bereitete er die Bildung des Mitteldeutschen Handelsvereins mit vor und wirkte an den Verhandlungen in Kassel 1828 mit. Die Bildung der deutschen Handelsvereine waren eine Vorstufe zur Bildung einer gesamtdeutschen Wirtschaftspolitik. Der Mitteldeutsche Handelsverein, dem neben Sachsen auch noch einige ernestinische Herzogtümer und das Königreich Hannover beitraten und dem später die weitere Bundesstaaten folgten, war eine direkte Reaktion auf die Gründung einer preußisch-hessischen Zollvereinigung. Die meisten Staaten traten 1834 dem Deutschen Zollverein bei. Aufgrund ungenauer Bestimmungen im Vertrag der 17 Staaten blieb zwar die wirtschaftliche Bedeutung des Vereins gering, der diplomatische Erfolg von Carlowitz' war aber erneut beachtlich. Nach den Unruhen in Sachsen 1830 wurde von Carlowitz mit der Ausarbeitung einer sächsischen Konstitution beauftragt, die er nach dem Vorbild der ersten württembergischen Verfassung von 1819 gestaltete. Der parallel entwickelte Entwurf von Lindenaus wurde dem von carlowitzschen zwar insgesamt vorgezogen, trotzdem konnten sich einige seiner konservativen Vorstellungen in der finalen Verfassungsurkunde vom 4. September 1831 durchsetzen. 1831 trat er als Minister ohne Portefeuille in die Regierung von Lindenau ein, in dem er 1834 das Portefeuille des Innern, 1836 das des Kultus und öffentlichen Unterrichts übernahm.
Hans Georg von Carlowitz verstarb am 18. März 1840 nach dreitägigem Herzleiden in Ausübung seines Ministeramtes. Sein Sohn Albert von Carlowitz eiferte ihm nach und wurde ebenfalls Minister.

### Familie
Aus einer Beziehung mit Johanna Christine Maria Hamann (auch Hamannin oder Herrmann genannt) wurde sein Sohn Eduard Moritz Hamann (Herrmann) am 17. November 1800 in Leising geboren. Im Taufregister St. Matthai, in Leising wurde im Jahrgang 1800 unter Nr. 151 Hans Georg von Carlowitz als Vater eingetragen. Eduard Moritz wurde (nach dem frühen Tod seiner Mutter) auf dem Gut seines Vaters in Oberschöna bei Freiberg erzogen und arbeitete später als königlicher Polizeikommissar und Polizeileutnant in Quedlinburg. Eduard Moritz starb am 25. September 1851 in Quedlinburg.
Seit 1801 war Carlowitz mit Jeanette Caroline von Schönberg verheiratet. Sie hatten vier Kinder:
- Albert von Carlowitz (1802–1874), sächsischer Landtagspräsident, Justizminister
- Ernst Maximilian (1803–1879), Diplomat
- Ottilie Jeanette Clementine (1804–1886)
- Marie (1825–1899)

## Ehrungen
- 1828 Ehrenbürger der Freien Hansestadt Bremen
- 16. Dezember 1828 Ehrenbürger der Freien Stadt Frankfurt am Main